# 香港仔舊大街

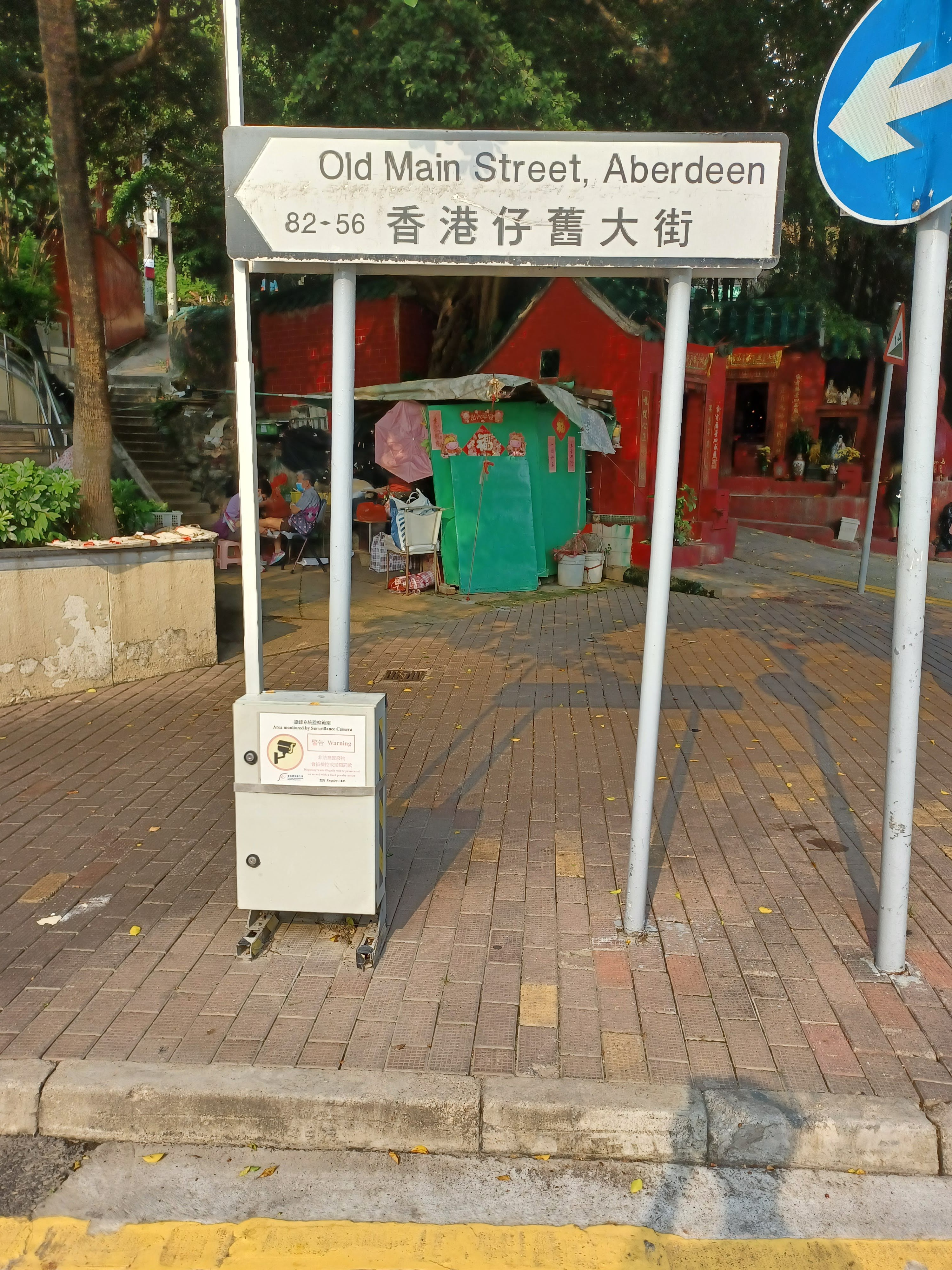
香港仔舊大街街牌

香港仔舊大街（英語：Old Main Street, Aberdeen）是香港街道，位於香港島南區香港仔，是區內歷史最悠久的街道之一。

## 歷史
香港仔舊大街原稱香港仔大街，是開埠前及開埠初期香港仔區內的最主要街道，因為當時大街以西的香島道（今香港仔大道）已是處於海邊。後來於1920年代，香港仔的海岸線隨填海工程西移至成都道一帶，但大街仍是區內主要街道之一。1940年代初香港保衛戰之前，當局曾於大街附近設置防空隧道。到了1961年，香島道香港仔段改稱「香港仔大道」，名稱相近的香港仔大街亦改稱為「香港仔舊大街」。1970年代，香港小巴興起，大街曾經是多條小巴線的總站，但在1980年代陸續遷到區內其他地方，唯獨是1995年開辦的52線，總站設於香港仔舊大街旁的漁暉道。

## 食肆
- 緬泰皇宮 Thai Palace
- 大佳B甜品屋
- 上海天龍樓
- 浩記甜品
- 榮式
- 茶檔
- 美味鮮
- 韓餐

## 零售
- 零食入口

## 食品
- My Dear 烘焙工房

己結業
- 山窿謝記魚蛋
- 翡華餐廳
- 南洋餐廳
- 漁米鎮
- 粗菜館
- 日本壽司拉麵
- 華記小廚(第二代)

- 惠康
- 實惠(第一代)
- 日本城
- 工聯優惠中心

（Cable TV 香港有線電視 一線搜查訪問）

## 住宅

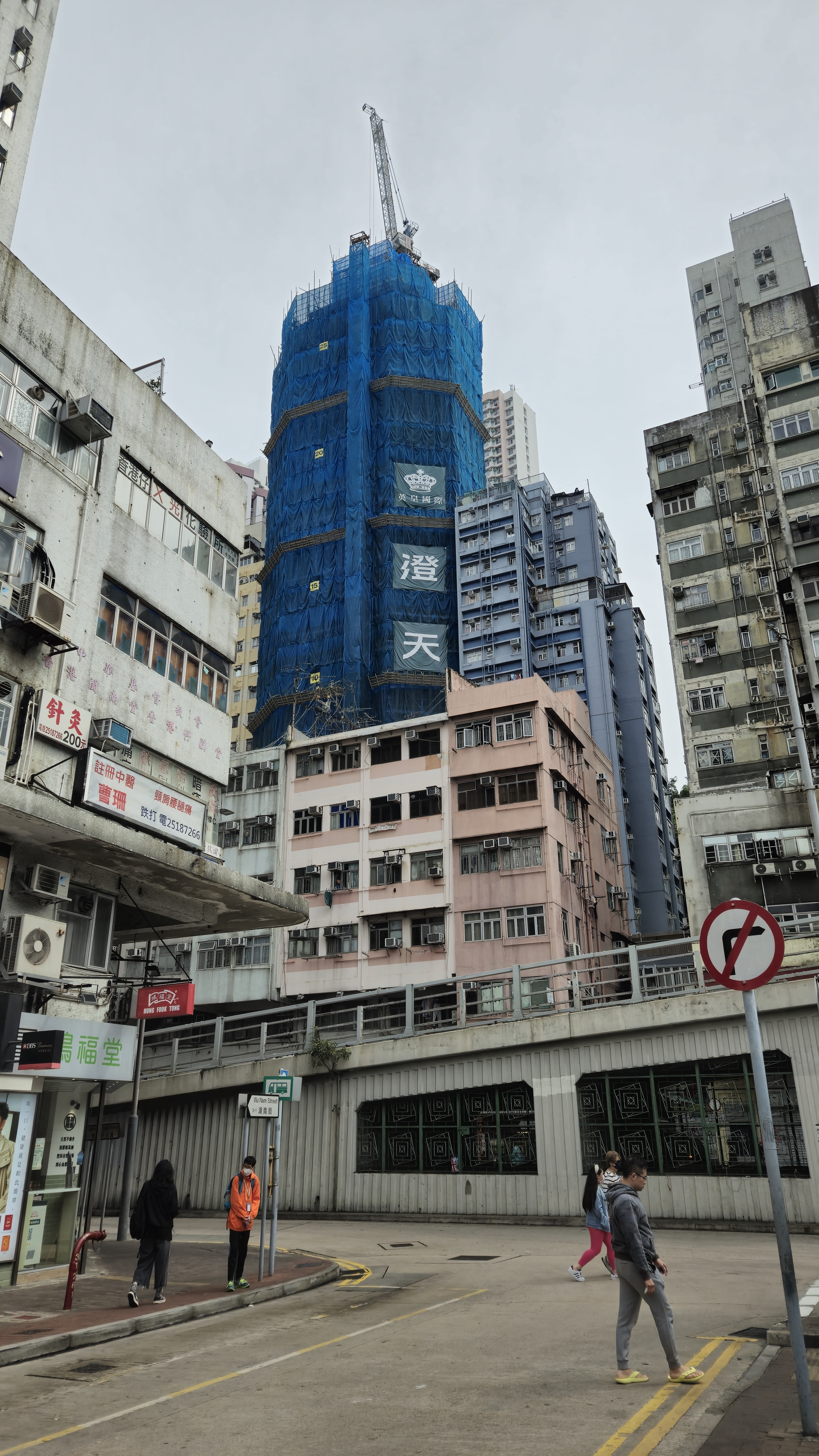
2024年2月24日，正在施工中的澄天。

- 澄天：商舖、會所 英皇國際集團

澄天官方網站

## 藝人
- 鐘舒漫
- 鐘舒淇
- 劉威煌
- 何弘軒(2024年8月9日)